# Idioctis
Idioctis – rodzaj pająków z infrarzędu ptaszników i rodziny Barychelidae. Obejmuje 9 opisanych gatunków. Zamieszkują wyspy Oceanu Indyjskiego i Spokojnego oraz Australię kontynentalną. Bytują w strefie pływów i strefie przybrzeżnej.

## Taksonomia
Rodzaj ten wprowadził w 1874 roku Ludwig Carl Christian Koch jako takson monotypowy z jednym, opisanym w tej samej publikacji gatunkiem I. helva. W 1992 roku Tracey Churchill i Robert Raven dokonali obszernej rewizji zachodniopacyficznych przedstawicieli rodzaju, opisując cztery nowe gatunki. Współcześnie do rodzaju tego zalicza się 9 opisanych gatunków:
- Idioctis eniwetok Raven, 1988
- Idioctis ferrophila Churchill & Raven, 1992
- Idioctis helva L. Koch, 1874
- Idioctis intertidalis (Benoit & Legendre, 1968)
- Idioctis littoralis Abraham, 1924
- Idioctis marovo Churchill & Raven, 1992
- Idioctis talofa Churchill & Raven, 1992
- Idioctis xmas Raven, 1988
- Idioctis yerlata Churchill & Raven, 1992

## Morfologia
Pająki o ciele długości od 10 do 17 mm. Karapaks jest w ogólnym zarysie jajowaty, owłosiony, pozbawiony wzoru barwnego. Ośmioro oczu rozmieszczonych jest na wspólnym wzgórku na planie trapezu. Jamki karapaksu są bardzo szerokie, proste lub lekko odchylone. Szczękoczułki mają nad pazurami jadowymi rastellum złożone z kilku kolców, ale pozbawione guzka. Szczęki mają zwykle w kątach przednio-wewnętrznych od 18 do 20 kuspuli o średnicy do 20 μm i kształcie spiczastego, 2,5 raza wyższego niż szerokiego stożka z powierzchnią urzeźbioną listewkami równoległymi do osi długiej kuspuli. Szeroka warga dolna pozbawiona jest kuspuli. Wąskie, zwykle półtorakrotnie dłuższe niż szerokie sternum ma małe, umieszczone brzeżnie miejsca przyczepu mięśni (sigillae). Odnóża dwóch przednich par są grubsze niż u innych australijskich przedstawicieli Barychelidae. Stopy zaopatrzone są w maczugowate i nitkowate trichobotria. Pazurki u samic mają ząbki tylko na powierzchniach bocznych, u samców zaś ząbki rozmieszczone są w dwóch szeregach. Wierzch opistosomy (odwłoka) jest jednolicie jasny, pozbawiony barwnego wzoru.

## Ekologia i występowanie
Pająki te zasiedlają strefę pływów i strefę przybrzeżną, w tym namorzyny. Budują tam proste norki o pojedynczym wejściu zamykanym wieczkiem. Jako podłoże wybierają muł, drzewa namorzynowe, kłody, martwe koralowce i żelaziakowe głazy.
Rodzaj ten jest szeroko rozprzestrzeniony w rejonie Oceanu Indyjskiego i Spokojnego, jednak poszczególne gatunki mają zwykle wąskie zasięgi. I. intertidalis jako jedyny występuje w krainie madagaskarskiej, gdzie zamieszkuje Madagaskar, Seszele i Majottę.  I. littoralis jako jedyny występuje w krainie orientalnej, będąc endemitem Singapuru. Pozostałe gatunki zamieszkują krainę australijsko-pacyficzną. I. yerlata jest endemitem Queenslandu, I. xmas Wyspy Bożego Narodzenia, I. ferrophila Nowej Kaledonii, I. marovo Wysp Salomona, I. talofa Samoa Zachodniego, a I. helva Fidżi. I. eniwetok występuje na Karolinach (Palau) i Wyspach Marshalla.